# Серкл (Монтана)
Серкл (енгл. Circle) град је у америчкој савезној држави Монтана.

## Демографија
По попису из 2010. године број становника је 615, што је 29 (-4,5%) становника мање него 2000. године.
| Група             | 2000.       | 2010.       |
| Белци             | 618 (96,0%) | 592 (96,3%) |
| Афроамериканци    | 5 (0,8%)    | 1 (0,2%)    |
| Азијати           | 0 (0,0%)    | 2 (0,3%)    |
| Хиспаноамериканци | 7 (1,1%)    | 10 (1,6%)   |
| Укупно            | 644         | 615         |